# Lemps, Drôme
 Lemps  là một xã thuộc tỉnh Drôme trong vùng Auvergne-Rhône-Alpes đông nam nước Pháp. Xã Lemps, Drôme nằm ở khu vực có độ cao trung bình774 mét trên mực nước biển.